# Mistrovství světa v zápasu řecko-římském 1911
Mistrovství světa v zápasu řecko-římském proběhlo v Helsinkách, Ruské impérium v roce 1911. 

## Výsledky
| Kategorie  | Zlato            | Stříbro           | Bronz               |
| ---------- | ---------------- | ----------------- | ------------------- |
| do 60 kg   | Antti Hyvönen    | Herman Parikka    | Vilhelm Lehmusvirta |
| do 67 kg   | Nestori Tuominen | Gustaf Malmström  | Paul Tirkkonen      |
| do 73 kg   | Emil Väre        | Theodor Tirkkonen | Alfred Salonen      |
| do 83 kg   | Alfred Asikainen | Anders Ahlgren    | Arvo Lumme          |
| nad +83 kg | Yrjö Saarela     | Adolf Lindfors    | Alex Järvinen       |